# Gleislose Bahn Budweis

Die gleislose Bahn an der stadtauswärtigen Endstelle Friedhof

Das Streckenende der Straßenbahn stellte den Beginn der gleislosen Bahn dar

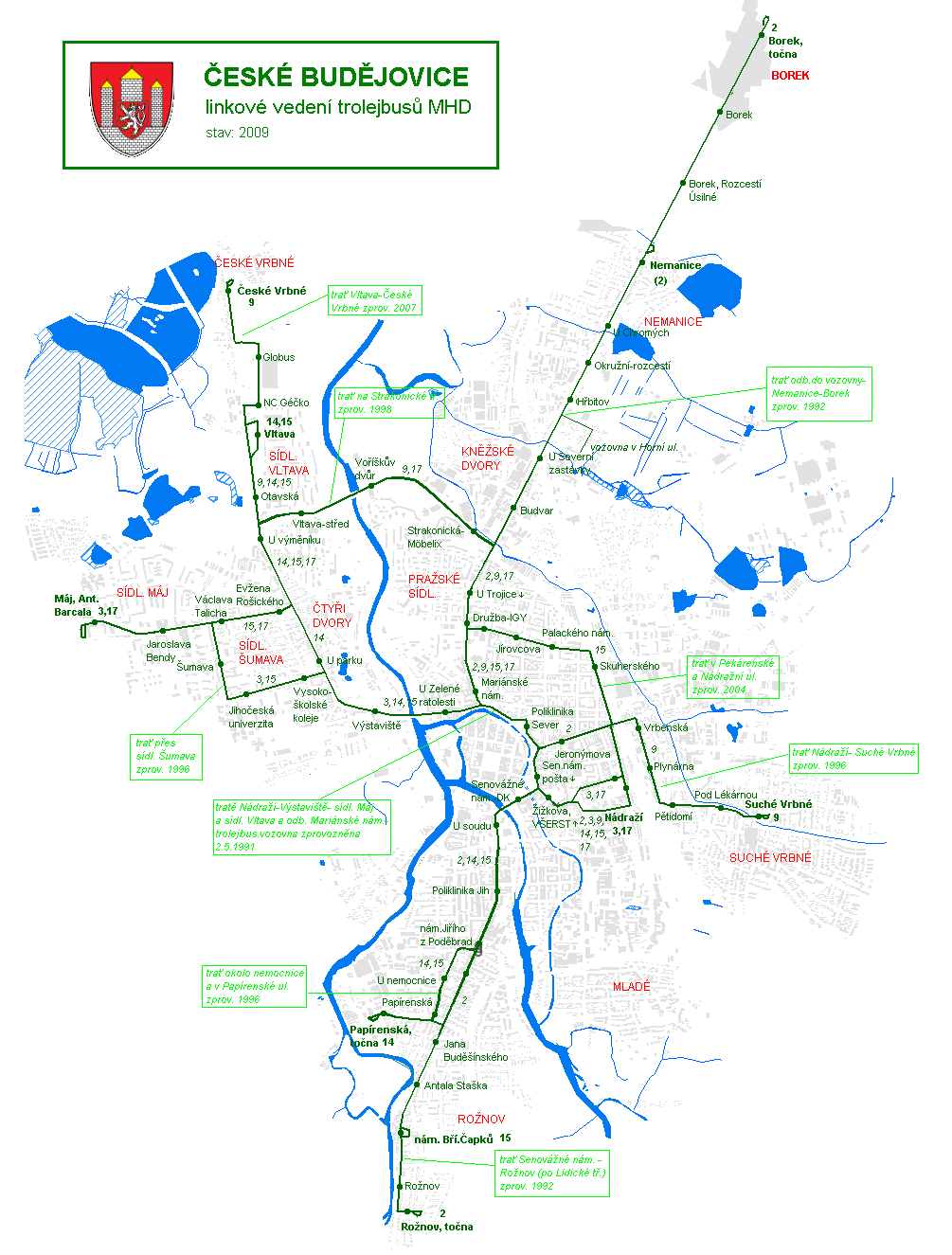
Die Strecke der gleislosen Bahn wird heute von der Obuslinie 2 bedient, sie begann etwa bei der Einmündung der Linien 9 und 17 und endete an der heutigen Haltestelle Hřbitov

Die Gleislose Bahn Budweis war ein Oberleitungsbus-Betrieb, im deutschen Sprachraum seinerzeit noch Gleislose Bahn genannt, in Böhmen. Die 1,6 Kilometer lange Strecke in der heute České Budějovice genannten Stadt Budweis bestand von 1909 bis 1914 und verband die sogenannte Prager Vorstadt mit dem Ottilienfriedhof am nördlichen Stadtrand. Sie folgte dabei auf ganzer Länge der ulice Pražská.

## Geschichte
Die Anlage wurde am 27. Oktober 1909 eröffnet und ergänzte die am 15. Juni gleichen Jahres eingeführte örtliche Straßenbahn. Eigentlich sollte diese zum Friedhof führen, jedoch untersagten die Behörden eine niveaugleiche Kreuzung mit der Bahnstrecke České Budějovice–Plzeň, bezogen auf deren alte Trassierung bis 1968. Infolgedessen endete die Straßenbahn vor dem Bahnübergang – der sich an der Einmündung der ulice Nádražní befand – wo dann Anschluss an die Gleislose Bahn bestand. Diese war nach der 1907 eröffneten Elektrischen Oberleitungs-Automobillinie Gmünd der zweite Oberleitungsbusbetrieb auf dem Gebiet der heutigen Tschechischen Republik. 
Erbaut und betrieben wurde die Gleislose Bahn Budweis nach dem System Mercédès-Électrique-Stoll. Auch die in Budweis eingesetzten Fahrzeuge besaßen somit – wie bei diesem System allgemein üblich – ein vierrädriges Kontaktwägelchen zur Stromabnahme sowie Radnabenmotoren. Vorhanden waren zwei Motorwagen, einer stand bereits zur Eröffnung zur Verfügung, der zweite wurde 1911 nachgeliefert. Anhänger existierten nicht. Untergebracht waren die Fahrzeuge im Straßenbahndepot, wohin sie von einem Triebwagen geschleppt werden mussten. 
Bereits am 1. August 1914 musste die Gleislose Bahn kriegsbedingt wieder eingestellt werden. Zwischen dem 28. Oktober 1948 und dem 24. September 1971 
existierte in České Budějovice dann der erste moderne Oberleitungsbusbetrieb, das heutige Netz wiederum ging am 1. Mai 1991 in Betrieb.